# Osservatorio di Tonantzintla
L'Osservatorio Tonantzintla è un osservatorio astronomico situato nel comune di San Andrés Cholula nello stato messicano di Puebla. Si compone di due strutture adiacenti: l'Osservatorio Astrofisico Nazionale di Tonantzintla (OANTON), gestito dall'Istituto Nazionale di Astrofisica, Ottica ed Elettronica (INAOE), e l'Osservatorio Astronomico Nazionale - Tonantzintla (OAN - Tonantzintla), gestito dall'Università Nazionale Autonoma del Messico (UNAM). OANTON si trova nel campus dell'INAOE, che comprende numerosi altri edifici. OAN - Tonantzintla si trova immediatamente a est, su una proprietà per lo più inutilizzata. L'osservatorio si trova 11 Km a ovest di Puebla de Zaragoza e 33 Km a est del vulcano Popocatépetl, le cui eruzioni a volte interferiscono con l'osservazione.

## Osservatorio astrofisico nazionale di Tonantzintla
l'Osservatorio Astrofisico Nazionale di Tonantzintla (OANTON) fu inaugurato nel febbraio 1942 in una cerimonia alla presenza dell'allora presidente del Messico, Manuel Ávila Camacho. Il progetto era stato avviato qualche tempo prima da Luis Enrique Erro, un astronomo di formazione ma che per molti anni era stato ambasciatore del Messico negli Stati Uniti. Nel 1954 Guillermo Haro divenne direttore dell'OANTON e nel 1971 l'osservatorio divenne INAOE sotto la sua direzione. Nello stesso anno l'INAOE iniziò a costruire un nuovo osservatorio a Cananea, Sonora, che ora si chiama Osservatorio Guillermo Haro.

### Telescopi
- Il telescopio principale è costituito da una fotocamera Schmidt di 0,7 m, costruito nei laboratori dell'Osservatorio dell'Harvard College con ottiche fornite dalla PerkinElmer. Fu installato nel 1942 e fu utilizzato da Haro per studiare in dettaglio gli oggetti di Herbig-Haro . Il telescopio non è mai stato aggiornato con un sensore digitale.[4]
- Un secondo telescopio solare fu donato da Erro qualche tempo prima del 1957.

## Osservatorio astronomico nazionale - Tonantzintla
L'Osservatorio Astronomico Nazionale - Tonantzintla (OAN - Tonantzintla) fu fondato nel 1948, quando le condizioni di osservazione presso la sede dell'OAN nella valle del Messico divennero troppo degradate a causa dell'inquinamento luminoso per essere utili. Infatti l'OAN naque sul balcone del Castello di Chapultepec a Città del Messico nel 1878 e poi fu trasferito nella zona di Tacubaya, allora periferia della città, in un edificio la cui costruzione fu iniziata nel 1884 e completata nel 1909. Il successivo trasferimento a Tonantzintla fu completato nel 1951. Verso la metà degli anni 1960, l'inquinamento luminoso divenne nuovamente troppo elevato e l'OAN iniziò a cercare una nuova ubicazione nel 1966. La nuova zona scelta fu la Sierra de San Pedro Mártir e il primo telescopio fu qui installato nel 1969.

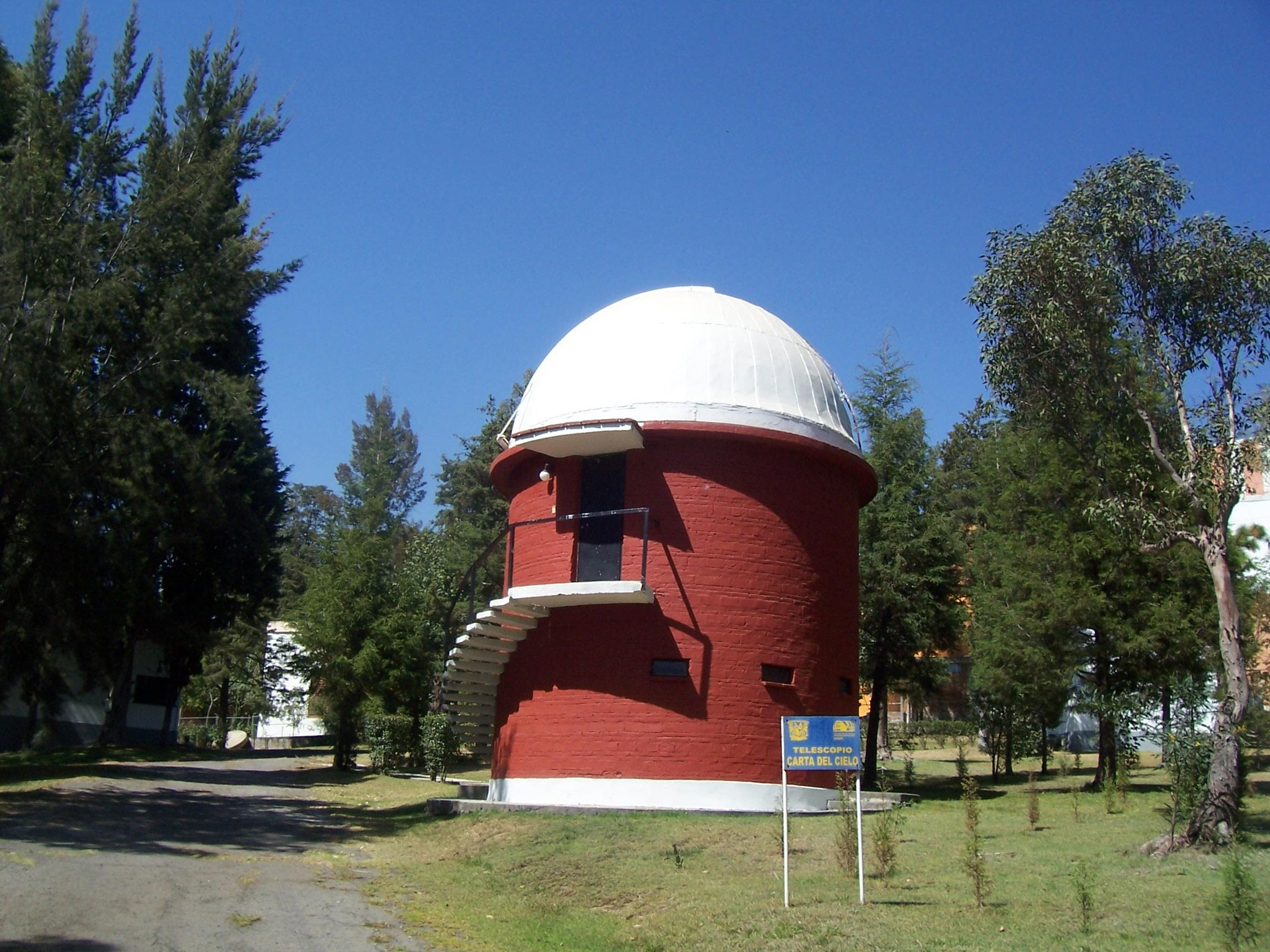
Cupola del telescopio Carte du Ciel

### Telescopi
- Il telescopio principale è un riflettore Cassegrain da 1 metro, costruito dalla Rademakers Aandrijvingen BV di Amsterdam e vide la prima luce nel 1961. Gli specchi primario e secondario sono stati progettati da Don Hendrix del Mount Wilson Observatory. È stato automatizzato negli anni 1990 ed è ora utilizzato dagli studenti dell'UNAM di Città del Messico.
- Un rifrattore astrografo doppio, tipo Carte du Ciel, con una lente di 33 cm, è stato costruito per il telescopio più grande nel 1891 e installata a Tacubaya. Fu spostato a Tonantzintla nel 1951.

## Catalogo Tonantzintla
Il Catalogo Tonantzintla (TON) è un elenco di stelle pubblicato nel Bollettino degli Osservatori di Tonantzintla e Tacubaya . 

### Oggetti
- Tonantzintla 1. Chiamato anche Pismis 25. Fu scoperto da James Dunlop nel 1826. Paris Pismis lo catalogò come Tonantzintla 1 o Ton 1 in (Pismis, 1959) [7]
- Tonantzintla 2-24. Scoperto da Paris Pismis nel 1959.[7] [8]
- Tonantzintla 117. Dal catalogo KG Malmiquis, 1936.
- Tonantzintla 185. Registrato da WJ Luyten e FD Miller.
- Tonantzintla 193. Registrato da WJ Luyten.
- Tonantzintla 577. Registrato da WJ Luyten, 1955.
- Tonantzintla 618 . Registrato da Braulio Iriarte y Enrique Chavira, 1957. [9]
- Tonantzintla 951 . Registrato da Brauilo Iriarte y Enrique Chavira, 1957. [9]